# Résolution 274 du Conseil de sécurité des Nations unies
Membres permanents
- Chine (Taïwan)
- États-Unis
- France
- Royaume-Uni
- URSS

Membres non permanents
- Algérie
- Colombie
- Espagne
- Finlande
- Hongrie
- Népal
- Pakistan
- Paraguay
- Sénégal
- Zambie

Résolution no 273 Résolution no 275
La résolution 274 du Conseil de sécurité des Nations unies a été adoptée à l'unanimité le 11 décembre 1969. Après avoir réaffirmé les résolutions antérieures sur le sujet et pris note des récents développements encourageants, le Conseil de sécurité a prolongé le stationnement de la Force des Nations Unies chargée du maintien de la paix à Chypre pour une nouvelle période prenant fin le 15 juin 1970. Le Conseil a également appelé les parties directement concernées à continuer d'agir avec la plus grande retenue et à coopérer pleinement avec la force de maintien de la paix.